# 14594 Jindrašilhán
14594 Jindrašilhán eller 1998 SS26 är en asteroid i huvudbältet som upptäcktes den 24 september 1998 av den tjeckiske astronomen Petr Pravec vid Ondřejov-observatoriet. Den är uppkallad efter den tjeckiske astronomen Jindřich Šilhán.
Asteroiden har en diameter på ungefär 4 kilometer och den tillhör asteroidgruppen Eunomia.